# Melincourt (Haute-Saône)
Melincourt település Franciaországban, Haute-Saône megyében. Lakosainak száma 221 fő (2022. január 1.). Melincourt Vauvillers, Anchenoncourt-et-Chazel, Dampierre-lès-Conflans, Girefontaine, Jasney, Mailleroncourt-Saint-Pancras, Montdoré és Polaincourt-et-Clairefontaine községekkel határos.

## Népesség
A település népességének változása:
| Lakosok száma | 241  | 238  | 237  | 233  | 228  | 223  | 222  | 221  |
|               | 2013 | 2015 | 2017 | 2018 | 2019 | 2020 | 2021 | 2022 |